# Sony
Sony Corporation (Japans: ソニー株式会社) is een Japans conglomeraat actief wereldwijd. Het concern is primair actief als fabrikant van consumentenelektronica en is verder zeer actief in de media met muziek en film. Hiernaast produceert Sony computerspellen en spelconsoles (Sony Interactive Entertainment) en verzorgt het financiële dienstverlening aan Japanse consumenten. Het hoofdkantoor staat in Tokio, Japan.
Van een elektronicabedrijf met twintig werknemers is Sony uitgegroeid tot een wereldwijd vertegenwoordigd concern met meer dan 110.000 werknemers. Zelf opgericht in 1947, is Sony eigenaar van bedrijven met een langere geschiedenis dan het concern zelf, waaronder het oudste platenlabel ter wereld (Columbia Records, waarvan de geschiedenis teruggaat tot 1888).

## Bedrijfsoverzicht

### Geschiedenis

#### Oprichting
Vlak na de Tweede Wereldoorlog startte Masaru Ibuka een klein bedrijf voor het repareren van radio's in Nihonbashi, een volkswijk in Tokio. In 1946 sloot zijn vriend Akio Morita zich bij hem aan en op 7 mei 1946 richtten ze samen Tokyo Telecommunications Engineering op, ook bekend als Tokyo Tsushin Kogyo, Totsuko of TTK. Ibuka en Morita hadden elkaar leren kennen tijdens de oorlog toen ze allebei onderzoek deden naar nieuwe wapentypes. Al vanaf het begin was het de bedoeling van Ibuka en Morita om met TTK een pionier te zijn op het vlak van elektronica. Dit wilden ze realiseren door innovatieve producten te creëren en hiermee nieuwe markten te openen. Nog geen jaar na de oprichting besloten ze om het hoofdkantoor en de fabriek van TTK te verplaatsen naar Shinagawa.

#### Vroege uitvindingen
De allereerste uitvinding was een elektrische rijstkoker. Ibuka ondervond echter veel technische problemen tijdens het productieproces en uiteindelijk werd de productie volledig stopgezet. Na deze teleurstelling stortten Morita en Ibuka zich op de ontwikkeling van nieuwe elektronica. Ze creëerden Japans allereerste magnetische bandrecorder, de Type-G genaamd. Deze bandrecorder kwam in 1950 op de markt en werd hun eerste kleine succes. Hierna volgde een hele reeks (transistor)radio's. Op een van zijn reizen naar Amerika had Ibuka kennisgemaakt met de transistor, uitgevonden door Bell Laboratories. Hij zag heel wat potentieel in deze nieuwe technologie, vooral als toepassing in de telecommunicatie, en overtuigde Bell Laboratories in 1953 om een licentie aan zijn bedrijf toe te kennen. Het is dankzij de transistortechnologie dat TTK in 1955 de Sony TR-55, Japans eerste commerciële transistorradio, op de markt kon brengen. Ibuka hoopte eigenlijk met de TR-55 's werelds eerste transistorradio te maken, maar het Amerikaanse bedrijf Regency was hem voor. In december 1955 werd de Sony TR-72 geïntroduceerd. Deze radio had een veel betere geluidskwaliteit dan de TR-55 en veroverde in geen tijd niet alleen de Japanse, maar ook de buitenlandse markten. De TR-6 en TR-63 werd respectievelijk in 1956 en 1957 op de markt gebracht. Voor de marketing van de TR-6 werd het cartoonpersonage Atchan, nu gekend als Sony Boy, gecreëerd. De TR-63 was de kleinste transistorradio die op dat moment geproduceerd werd en was zo populair dat er wereldwijd 1,5 miljoen exemplaren werden verkocht. Hierdoor werd Sony aan het einde van 1957 marktleider op het gebied van (transistor)radio's.
In 1960 bracht Sony 's werelds eerste transistortelevisie, de TV-8-301, op de markt. Dit was een kleine, draagbare televisie die niet bedoeld was als gezinstelevisie, maar voor persoonlijk gebruik. Deze transistortelevisie werd in 1962 opgevolgd door TV5-303, ook wel de Micro TV genoemd. Dit was de kleinste en lichtste draagbare zwart-wittelevisie van die tijd en was ontwikkeld om gebruik in de auto mogelijk te maken. Hierdoor was de TV5-303 zeer populair bij de consument. Sony's eerste kleurentelevisie, de KV-1310, volgde in 1968. Dit toestel maakte gebruik van de door Sony zelf ontwikkelde Trinitrontechnologie, die zorgde voor de productie van helderdere en scherpere beelden dan andere televisies en betekende een doorbraak in de televisiesector. Na de KV-1310 volgden nog vele andere televisies die eenzelfde technologie gebruikten.

#### Naamsverandering
Omdat hun producten ook succes kenden in het buitenland, gingen de oprichters van Tokyo Tsushin Kogyo op zoek naar een geromaniseerde naam. Eerst werd aan de afkorting TTK gedacht, maar deze initialen werden al gebruikt door het spoorwegenbedrijf Tokyu Corporation of Tokyo Kyuko Dentetsu Kabushikigaisha. Ook de naam Totsuko werd overwogen, maar na een tijd bleek dat dit moeilijk uitspreekbaar was voor buitenlanders en ook deze optie werd van de baan geveegd. In 1958 veranderden Morita en Ibuka de naam van het bedrijf uiteindelijk naar Sony. De naam Sony was een idee van Morita. Sony verwees enerzijds naar het Latijnse woord "sonus", wat de oorsprong van het geluid betekent. Anderzijds verwijst de naam ook naar de Engelse term sonny (boy), die gebruikt werd om een jongen aan te spreken.
De naamsverandering kon echter niet zonder slag of stoot doorgevoerd worden. In de jaren vijftig was het niet de gewoonte om een geromaniseerde naam te geven aan een Japans bedrijf en TTK's belangrijkste bank, Mitsui, zag dit niet zitten. Zij stelden voor de naam te veranderen naar Sony Electronic Industries, Sony Teletech of iets dergelijks, maar Ibuka en Morita wilden niet dat de bedrijfsnaam verbonden werd aan één bepaalde industrie. Zij hielden voet bij stuk en uiteindelijk gaf Mitsui toe.

#### Globalisering
Nadat de Sony TR-63 op de markt werd gebracht, kwam alles in een stroomversnelling. De radio werd een hit in de Verenigde Staten en naar aanleiding hiervan richtte Morita in 1960 Sony Corporation of America, met hoofdzetel in New York, op. Doordat hij voor de oprichting van deze nieuwe tak van het bedrijf een tijdje in Amerika moest verblijven, leerde hij veel over de verschillen tussen Japanse en Amerikaanse bedrijven. Toen hij naar Japan terugkeerde nam hij de in Amerika opgedane ervaring mee en moedigde hij ervaren werknemers van andere bedrijven aan om voor Sony te komen werken. Deze praktijk was nieuw voor Japan, aangezien Japanse werknemers in die tijd meestal hun hele leven voor hetzelfde bedrijf bleven werken. De toestroom van deze nieuwe werknemers en hun kennis zou een grote meerwaarde blijken voor Sony. Ook inspireerde Morita andere Japanse bedrijven om hetzelfde te doen. Door hun goede contacten met het buitenland speelde Sony een grote rol in de ontwikkeling van Japan als een exportnatie in de jaren zestig, zeventig en tachtig. Morita nam in 1971 de positie van president over van Ibuka.
Vanaf het begin van 1980 begon het bergaf te gaan voor Sony. De omzet van het bedrijf daalde aanzienlijk en ze werden gedwongen de prijzen van hun producten te verlagen. Sony dreigde, net zoals veel andere elektronicabedrijven in de jaren tachtig, failliet te gaan. Net op dat moment werd Norio Oga echter verkozen als president van Sony. Hij zorgde ervoor dat onder meer de compact disc ontwikkeld kon worden en in 1982 op de markt werd gebracht. Ook speelde hij een grote rol in de uitbreiding van Sony Entertainment door de ontwikkeling van de PlayStation in 1994. Daarbij kocht hij eind jaren tachtig CBS Records en Columbia Pictures op, die later respectievelijk Sony Music Entertainment en Sony Pictures Entertainment zouden worden. De opkoop van Columbia Pictures door Sony was de grootste overname van een Amerikaans bedrijf door een Japanse firma ooit en zorgde voor heel wat ophef in de Verenigde Staten. Deze ophef werd mede veroorzaakt door de publicatie van The Japan That Can Say No ("no"と言える日本, no to ieru nihon) in 1989, een essay geschreven door Morita in samenwerking met de Japanse nationalist Shintaro Ishihara. In dit werk werd beweerd dat Japan sterker was geworden dan de VS en hun dus ook niet meer nodig had.
In oktober 2001 sloten Sony en het Zweedse Ericsson een samenwerkingsovereenkomst. De twee brachten hun mobielehandsetactiviteiten onder ging in een joint venture, genaamd Sony Ericsson, waarin ze allebei 50% van de aandelen hielden. Eind 2011 kocht Sony voor iets meer dan één miljard euro het resterende belang in Sony Ericsson, die vervolgens werd hernoemd tot Sony Mobile Communications.
Met Morita en diens opvolgers heeft Sony agressief kunnen uitbreiden naar nieuwe domeinen. Zo namen ze in 2002 Aiwa corporation over en in 2004 fuseerde Sony Music Entertainment met BMG (Bertelsmann) tot Sony BMG Music Entertainment. Later in datzelfde jaar werd ook Metro-Goldwyn-Mayer Pictures Inc. overgenomen. Het uiteindelijke doel was om film, muziek enzovoort te linken via internet om zo tot een geheel te komen.
Deze visie en de daaraan verbonden uitbreiding kwamen het bedrijf echter niet ten goede. De winstmarges waren laag en mede om die reden werd Howard Stringer op 7 maart 2005 aangesteld als bestuursvoorzitter en CEO. Hiervoor was hij al bestuursvoorzitter en CEO van Sony Corporation of America en vicevoorzitter, CEO en COO van de Sony Entertainment Business Group. Op dezelfde dag werd ook aangekondigd dat Kunitake Ando zou aftreden en dat Ryoji Chubachi hem zou vervangen in zijn rol als president. Stringer was de eerste buitenlander die aan het hoofd kwam te staan van een groot Japans elektronicabedrijf. Hij wilde het bedrijf erbovenop helpen door opnieuw te focussen op elektronica, de samenwerking tussen verschillende bedrijfsonderdelen te vergroten en andere maatregelen zoals het terugdringen van het aantal werknemers. In oktober 2007 werd Sony Financial Holdings, met de verzekerings- en bankactiviteiten van Sony, naar de beurs gebracht. Sony verkocht in deze transactie 40% van de aandelen, maar bleef meerderheidsaandeelhouder. Ondanks de maatregelen van Stringer dook Sony in de verliezen met een record verlies in 2012.
Stringer werd in 2012 vervangen door Kazuo Hirai. Kort na zijn aanstelling introduceert Hirai een nieuw initiatief, One Sony genaamd. Dit initiatief was bedoeld Sony te laten herleven na jaren van financiële verliezen. Het stelde voor om de focus van Sony als elektronicabedrijf te verschuiven naar drie groeiende domeinen, namelijk mobiele technologie, gaming en beeldtechnologie.
In 2014 verkocht Sony zijn verlieslatende Vaio personal computer business aan een in Tokio gevestigd beleggingsfonds van Japan Industrial Partners Inc. Daarbij beslist het bedrijf ook om hun televisiesector te splitsen in een poging deze sector terug winstgevend te maken. Ze slaagden echter niet in hun opzet. Op het einde van datzelfde jaar werd Sony Pictures Entertainment gehackt door een groep die zichzelf de "Guardians of Peace" noemt. Deze groep eiste dat de film The Interview, die de spot zou drijven met Noord-Korea en diens leider, niet in Japan zou uitkomen. Noord-Korea werd een hele tijd verdacht, maar ontkende elke betrokkenheid. De echte daders achter de hack zijn (nog) niet bekend.
In februari 2015 kondigde Sony aan dat het de audio- en videosectie tegen oktober van dat jaar in een apart bedrijf zou willen onderbrengen. Hirai wilde de focus verleggen naar de meest winstgevende sectoren, waaronder de gaming-industrie, en sloot de verkoop van verlieslatende ondernemingen niet uit. het beleid had succes en in 2016 kon Sony weer een winst laten zien.
Medio 2020 deed Sony een succesvol bod op de aandelen Sony Financial Holdings (SFH) die het niet in bezit had en draaide hiermee de beursgang van 2007 voor dit bedrijfsonderdeel terug. Op 31 augustus 2020 werd de beursnotering van het financiële onderdeel beëindigd. Nog geen drie jaar later kondigde Sony opnieuw een plan aan om SFH naar de beurs te brengen. Ditmaal wil Sony een minderheidsbelang van zo'n 20% behouden. SFH is een stabiele bron van inkomsten voor Sony en is vooral in Japan actief. Bij dit onderdeel werkten 13.500 mensen in 2023. Wanneer SFH wordt verkocht zullen de financiële activiteiten worden gedeconsolideerd met een aanzienlijk verkorting van de balans tot gevolg.

### Draai naar media
Door meer focus te leggen op amusement, zoals spelen, muziek en film, is het aandeel in de omzet gestegen naar ongeveer de helft van het totaal. Sony kan worden gezien als mediaconglomeraat. Het begon met grote overnames, zoals die van CBS Records, Columbia Pictures, Metro-Goldwyn-Mayer, Screen Gems en de MGM Studios (tegenwoordig Sony Pictures Studios) vallen. Door die ontwikkeling in de richting van de media is Sony een van de grootste spelers op het gebied van muziek, televisieproductie en film geworden.

## Activiteiten
In het gebroken boekjaar dat eindigde per 31 maart 2021 telde Sony vijf productdivisies en een financiële dienstverlener:
- Games & Network Services: Spelen, waaronder PlayStation;
- Music: zie Sony Music Entertainment;
- Pictures: zie Sony Pictures Entertainment;
- Electronics Products & Solutions: Televisie, filmapparatuur en camera's ook voor mobiele telefoons;
- Imaging & Sensing Solutions, voornamelijk componenten zoals halfgeleiders;
- Financial Services: bank- en verzekeringsactiviteiten met de focus op Japan.

De bijdrage van de drie amusementsdivisies, spelen-, muziek- en film, was in totaal ongeveer de helft van de totale omzet. De twee andere divisies zijn meer gericht op apparaten en componenten en hadden een aandeel in de omzet van zo'n 33%. Japan is de belangrijkste afzetmarkt, hier werd een derde van de omzet gerealiseerd, gevolgd door de Verenigde Staten en dan Europa. Deze drie regio's tezamen nemen bijna 80% van de totale omzet voor hun rekening. Sony telde 110.000 medewerkers, min of meer gelijk verdeeld over Japan en de rest van de wereld.
Sony heeft tussen 2005 en 2020 een transformatie doorgemaakt. Het heeft afscheid genomen van veel producten waarvoor de focus is verlegd naar de amusementsindustrie. Sony behaalde in 2005 een jaaromzet van US$ 67 miljard en telde toen nog ruim 150.000 medewerkers. De grootste divisie was die van de consumentenelektronica die bijna twee derde van de omzet realiseerde. Spelen, muziek en films namen tezamen een kwart van de omzet voor hun rekening. Sony had te maken met moeilijke omstandigheden, de winstmarges waren flinterdun en consumentenelektronica draaide dat jaar zonder winst, maar ook geen verlies. Het behaalde dat jaar een bescheiden nettowinst van 1,5 miljard dollar.

### Resultaten
Sony heeft een gebroken boekjaar dat loopt tot en met 31 maart. In de tabel heeft het jaar 2023 betrekking op de periode van 1 april 2022 tot en met 31 maart 2023.
| Jaar | Omzet  | Bedrijfs- resultaat | Netto- resultaat | Werknemers |
| ---- | ------ | ------------------- | ---------------- | ---------- |
| 2005 | 7160   | 114                 | 164              | 151.400    |
| 2006 | 7511   | 240                 | 124              | 158.500    |
| 2007 | 8296   | 150                 | 126              | 163.000    |
| 2008 | 8871   | 475                 | 369              | 180.500    |
| 2009 | 7730   | –228                | –99              | 171.300    |
| 2010 | 7214   | 32                  | –41              | 167.900    |
| 2011 | 7178   | 200                 | –260             | 168.200    |
| 2012 | 6493   | –67                 | –457             | 167.200    |
| 2013 | 6796   | 227                 | 42               | 146.300    |
| 2014 | 7767   | 27                  | –128             | 140.900    |
| 2015 | 8216   | 69                  | –126             | 131.700    |
| 2016 | 8106   | 294                 | 148              | 125.300    |
| 2017 | 7603   | 289                 | 73               | 128.400    |
| 2018 | 8544   | 735                 | 491              | 117.300    |
| 2019 | 8666   | 894                 | 916              | 114.400    |
| 2020 | 8260   | 846                 | 582              | 111.700    |
| 2021 | 8999   | 972                 | 1172             | 109.700    |
| 2022 | 9922   | 1202                | 882              | 108.900    |
| 2023 | 11.540 | 1208                | 937              | 113.000    |

### Producten
Bekende producten en technologieën van Sony zijn onder andere:
- AIBO (huisdierrobots)
- Alpha (digitale systeem- en spiegelreflexcamera's voor hobbyisten en professionals)
- Betacam (videobanden voor professionals)
- Betamax (videobanden voor consumenten; beëindigd in 2016)
- Blu-ray (optische schijven; ontwikkeld met Philips)
- BRAVIA (lcd/oled-televisies)
- Cell (microprocessoren; ontwikkeld met Toshiba en IBM)
- Compact disc (optische schijven; ontwikkeld met Philips)
- Cyber-shot (digitale fotocamera's voor consumenten)
- DAT (cassettes; beëindigd in 2005)
- Discman (draagbare cd-spelers; beëindigd in 2000)
- Diskettes (3½ inch; beëindigd in 2011)
- Dvd (optische schijven; ontwikkeld met Philips, Toshiba en Panasonic)
- Handycam (camcorders)
- Memory Stick (geheugenkaarten)
- Minidisc (magneto-optische schijven; beëindigd in 2013)
- MiniDV (cassettes)
- PlayStation (spelcomputers en draagbare spelcomputers)
- S/PDIF (digitale audio; ontwikkeld met Philips)
- SDDS (bioscoopgeluidssysteem)
- Trinitron (beeldbuistelevisies; beëindigd in 2008)
- UMD (optische schijven)
- VAIO (personal computers; verkocht in 2014)
- Video8/Hi8/Digital8 (videobanden)
- Walkman (draagbare audio-/videospelers)
- XDCAM (digitaal opnemen voor professionals)
- Xperia (smartphones en tablets)

### Bezittingen
Enkele van de bekendste bezittingen van Sony omvatten:
- Sony Pictures Entertainment
  - Columbia TriStar Motion Picture Group
    - Columbia Pictures
    - TriStar Pictures
    - Sony Pictures Classics

  - Sony Pictures Television
    - Film1
- Sony/ATV Music Publishing
- Sony Music Entertainment
  - Columbia Records
  - Epic Records
  - RCA Records
  - Legacy Recordings
- Sony Interactive Entertainment
  - Naughty Dog
  - Insomniac Games
  - Guerrilla Games
  - Polyphony Digital
  - Sucker Punch Productions
- Sony Mobile Communications